# Immeubles des 2 et 4 rue de la Prison à Honfleur
Les immeubles des 2, 4 rue de la prison sont des édifices situés à Honfleur, dans le département français du Calvados, en France. 

## Localisation
Le monument est situé aux 2, 4 de la rue de la Prison,.

## Historique
Les deux édifices sont datés du XVIe siècle,.
L'immeuble du numéro 2 rue de la Prison est classé au titre des Monuments historiques depuis le 2 août 1932. L'immeuble du numéro 4 est protégé pour sa part depuis le 28 septembre de la même année.
Ils abritent les musées du Vieux Honfleur.

## Architecture
Les immeubles sont construits à pans de bois.